# 小谷津央典
小谷津 央典（こやつ ひさのり、1973年3月31日 - ）は、日本の男性声優。東京俳優生活協同組合所属。東京都出身。

## 略歴
東京アナウンスアカデミー声優科、映像テクノアカデミア卒業。

## 人物
声種はバリトンからローバリトン。
声優としては、多くのテレビアニメ、ゲームソフト、ラジオドラマなどに参加している。
特技は居合道、剣道。
免許・資格は自動二輪中型免許、危険物取扱乙種第4類。

## 出演

### テレビアニメ
2001年
- HELLSING（隊員A）

2002年
- 朝霧の巫女（緑鬼）
- 犬夜叉（妖怪達）
- GetBackers-奪還屋-（マフィア）
- 炎の蜃気楼（ガイコツ武者）

2003年
- クロノクルセイド（マフィア）
- 最遊記RELOAD（村人）
- THE ビッグオー second season（若い男）
- 神魂合体ゴーダンナー!!（ロウ・ルー）
- 住めば都のコスモス荘 すっとこ大戦ドッコイダー（長官）
- TEXHNOLYZE（男F、ラカンの男）
- 魔探偵ロキ RAGNAROK（社長）
- ロックマンエグゼAXESS（助手B）

2004年
- SDガンダムフォース（ザコソルジャーたち）
- ごくせん（岩本先生）
- 火の鳥 「黎明編」、「太陽編」（兵士、里人、側近、兵士）
- 舞-HiME（ヤマダ）

2005年
- IGPX（グラント・マッケイン）
- いちご100%（白鳥先生）
- SHUFFLE!（オカマB、KKK隊員、研究員）
- SoltyRei（医師、グレコーの手下B、研究員A、追討隊A、配達員、ハンターB、未登録市民A）
- 舞-乙HiME（ヤマダ、男）

2006年
- いぬかみっ!（マッチョ）
- Kanon（2作目）（医師）
- まじめにふまじめ かいけつゾロリ（タティ）

2007年
- 機動戦士ガンダム00（人革連小隊長）
- 銀魂（助手）
- ケロロ軍曹（メガタン星人）
- 恋する天使アンジェリーク〜かがやきの明日〜（男）
- SHUFFLE! MEMORIES（おかまB、魔界医師、魔界研究員）
- BLUE DROP 〜天使達の戯曲〜（古文教師）
- 湾岸ミッドナイト（ホストクラブオーナー、大山春吉）

2008年
- 鉄のラインバレル（牧吾郎）
- それいけ!アンパンマン（ホッチンワニ〈4代目〉）
- 隠の王（宵風の父）
- モノクローム・ファクター（組員）

2009年
- CLANNAD 〜AFTER STORY〜（校長）

2010年
- 鋼の錬金術師 FULLMETAL ALCHEMIST（副官）

2011年
- アベンジャーズ 地球最強のヒーロー（ソー）
- ラストエグザイル-銀翼のファム-（貴族D）

2012年
- ドラえもん（テレビ朝日版第2期）（エンマ様）

2022年
- BORUTO-ボルト- NARUTO NEXT GENERATIONS（雷の国大名）

### 劇場アニメ
2004年
- 劇場版 犬夜叉 紅蓮の蓬莱島（村人）
- スチームボーイ

2005年
- 劇場版 鋼の錬金術師 シャンバラを征く者

### OVA
- Phantom -PHANTOM THE ANIMATION-（2004年）
- サクラ大戦 ル・ヌーヴォー・巴里（2005年、用心棒の男）
- 舞-乙HiME Zwei（2007年、ヤマダ）
- 魔法先生ネギま! もうひとつの世界Extra 魔法少女ユエ（2010年、歴史教師）
- 銀河英雄伝説 Die Neue These 星乱（2019年、レオポルド・シューマッハ[4]）

### ゲーム
2001年
- 百獣戦隊ガオレンジャー（キングオルグ）

2003年
- O・TO・GI 〜百鬼討伐絵巻〜（平将門）

2005年
- アーマード・コア ラストレイヴン（ライウン）
- 喧嘩番長（山田郁夫、岩谷五郎、江田島一朗太）

2006年
- 幻想水滸伝V（ゲオルグ・プライム、ミューラー）
- 天誅 DARK SHADOW（八角景正）

2009年
- 新宿の狼（キム・ジェオン)

2010年
- ロード オブ アルカナ（バトルボイス）

2013年
- マブラヴ オルタネイティヴ トータル・イクリプス（ウェラー捜査長）

2015年
- ファイアーエムブレムif（ガンズ）
- LORD of VERMILION ARENA（デス）

2021年
- 誰ガ為のアルケミスト（ブラド）
- 原神（正勝先生）

2022年
- ファイアーエムブレム ヒーローズ（2022年 - 2023年、マードック、ガンズ）

### 吹き替え

#### 映画
- 愛してる、愛してない...
- ある公爵夫人の生涯
- アンタッチャブル（アンダーソン警部補）※ソフト版
- エアフォース・ワン ※日本テレビ版
- カンガルー・ジャック
- サハラ 死の砂漠を脱出せよ ※ソフト版
- ステップフォード・ワイフ
- 007/ムーンレイカー（ジョーズ〈リチャード・キール〉）※ソフト版
- ドッジボール（ミシェル）

#### ドラマ
- ER緊急救命室
  - シーズンⅦ #1（タックル〈J・アンソニー・ペニャ〉）
  - シーズンⅩⅢ #23（ピーター・シャークストン〈マーヴィン・ジョーダン〉）
  - シーズンⅩⅢ・ⅩⅣ（ブロディ〈マイク・ブラデシッチ〉））
  - シーズンⅩⅣ #3（ジェームズ・ロリンズ〈デイヨ・エイド〉）
- OZ/オズ（ベイヒュー）
- グッド・ワイフ3
- ザ・ソプラノズ 哀愁のマフィア（ディノ）
- パワーレンジャー・イン・スペース（スカイガンター）
- ボードウォーク・エンパイア 欲望の街

#### アニメ
- ネクスト・アベンジャーズ: 未来のヒーローたち ※ディズニーXD版

### 特撮
- ウルトラマンコスモス THE FIRST CONTACT（2001年、ウルトラマンコスモスの声）
- スーパー戦隊シリーズ
  - 特捜戦隊デカレンジャー（2004年、ティタン星人メテウスの声）
  - 侍戦隊シンケンジャー（2009年、アヤカシ・フタガワラの声）
- 仮面ライダーガッチャード（2024年、ハンドレッド上層部の声、ゴキゲンメテオンの声）